# Calle Figueroa
La calle Figueroa (Rúa Figueroa en gallego) es una calle de la ciudad española de Pontevedra situada en pleno centro histórico de la ciudad, entre la calle Sarmiento y la plaza de la Leña y la plaza de la Estrella. La calle es conocida como uno de los enclaves más tradicionales para el tapeo en la ciudad.

## Origen del nombre
El nombre de la calle Figueroa remite a una de las familias nobiliarias más representativas de la historia de la ciudad, cuyo protagonismo en la vida urbana y en el desarrollo de Pontevedra motivó que su apellido fuese adoptado para designar esta antigua vía del centro histórico.

## Historia
La calle Figueroa, situada en el casco histórico de Pontevedra, es una de las vías más antiguas de la ciudad. Su trazado actual coincide con el de la antigua calle de Moldes, ya documentada en los años 1437-1438.  La calle pertenece originalmente a la tercera ampliación de la muralla de Pontevedra del siglo XIV.
A finales del siglo XVI se construyó con fachada lateral en la calle Figueroa la casa de las Caras. Se edificó por orden de D. Juan Barbeito y Padrón como residencia familiar. Posteriormente pasó a manos de D. Pedro Aldao, militar y Maestre de Campo, y, por herencia, a los linajes Gayoso-Aldao, Condes de San Román y Marqueses de Atalaya.
En el siglo XVIII toda la zona donde se encuentra la calle fue remodelada para darle un mejor acceso a la plaza de la Herrería, en la que se celebraba la Feira Franca. La mayoría de las casas de la calle también fueron remodeladas en esa época.
La denominación original de la calle de Moldes se mantuvo sin variaciones durante varios siglos, hasta el siglo XIX. En ese siglo el Ayuntamiento de Pontevedra ordenó derrumbar la mayoría de los característicos soportales de que disponían todas las casas de la calle.
En 1843 se propuso rebautizar a la calle Moldes como calle Tristán de Montenegro, aunque finalmente fue el proyecto de 1854 el que impulsó su cambio de nombre definitivo a calle Figueroa, en homenaje al destacado linaje de los Figueroa, estrechamente vinculado a la historia de la ciudad.
Desde 1996, la placa de la calle incluye una mención a su antigua denominación como calle de Moldes, en reconocimiento a su relevancia histórica.

## Descripción
La calle Figueroa es una vía empedrada del centro histórico de Pontevedra, con una longitud de 125 metros. Presenta una pendiente descendente en dirección norte a lo largo de más de la mitad de su trazado. Tiene una anchura media de 4,50 metros y está delimitada al norte por la calle Sarmiento y al sur por las plazas de la Estrella y de la Herrería.
Hacia su lado norte la calle confluye en un tramo asoportalado con la emblemática plaza de la Leña. Destaca por sus balcones con geranios, aromas gastronómicos y el bullicio humano.
La calle Figueroa es conocida por ser uno de los lugares más típicos del tapeo de la ciudad. Es especialmente animada en verano y se ha consolidado como un punto de referencia para el tapeo tanto entre pontevedreses como entre turistas. Su fama se debe a una combinación de oferta gastronómica típica y de un entorno urbano animado y pintoresco. Entre junio y septiembre, la calle Figueroa se transforma en un animado comedor al aire libre que atrae a miles de clientes, convirtiéndose en uno de los epicentros gastronómicos del verano, especialmente al atardecer. La calle alberga una decena de restaurantes y bares emblemáticos como A Taberna de Félix (abierto en 1990), el Bar La Estrella (desde 1956) y La Espuela (desde 2013). Estos locales, junto con otros como A Casa da Leña y el Restaurante Rúas, destacan por ofrecer tapas tradicionales gallegas como pulpo a la gallega, tortilla de patatas, calamares, zamburiñas, huevos rotos o pimientos de Padrón, entre otros. Además de platos tradicionales gallegos, la calle Figueroa ofrece restaurantes con cocina de autor y opciones internacionales, como el Trasmallo, que propone elaboraciones marineras como su tosta de pescado y el Dükela, especializado en cocina marroquí.
El restaurante Dükela es el primer restaurante de comida árabe-marroquí en Pontevedra y en toda Galicia, abierto en marzo de 2019. Combina tradición familiar con una apuesta innovadora en el panorama gastronómico gallego. La cocina del restaurante destaca por el uso de carne fresca diaria y por platos como la ternera con ciruelas caramelizadas, el pollo al limón, el cuscús, el tayín y el auténtico pincho moruno, entre otros. El restaurante Trasmallo,  de cocina de autor y abierto en diciembre de 2023, propone una reinterpretación contemporánea de la cocina atlántica, con especial énfasis en mariscos y pescados de la ría, presentados con técnicas modernas e influencias internacionales. Entre sus platos destacados figuran arroces de nécora, croquetas de sepia en su tinta y recetas con conservas locales, así como carnes de perfil gallego como la costilla cocinada a baja temperatura.

## Edificios destacados
La Casa de las Caras es un edificio de planta cuadrada con elementos renacentistas y barrocos. Su fachada principal, remodelada en el siglo XVIII, presenta dos pisos con ventanas decoradas y un balcón central con el escudo de Juan Barbeito y Padrón. Destacan cuatro bustos renacentistas del siglo XVI entre las ventanas del segundo piso, origen del nombre del edificio. Conserva restos de los antiguos soportales cegados y balcones en las fachada lateral de la calle Figueroa y en la fachada posterior. En el interior, cuenta con chimeneas alineadas en distintas plantas, cada una con doble tiro.
En la calle Figueroa se conservan viviendas tradicionales de piedra, características de la arquitectura pontevedresa de los siglos XVIII y XIX. En el lado izquierdo, próximo a las plazas de la Estrella y de la Leña, se encuentran algunas edificaciones del siglo XVIII que presentan soportales típicos, con planta baja porticada sostenida por columnas de orden toscano. El primer piso de estas casas cuenta con ventanas y cornisas molduradas con baquetón, mientras que las aceras debajo de sus soportales, también de piedra, se encuentran ligeramente elevadas con respecto al empedrado de la calle.  La mayoría de las restantes construcciones a lo largo de la calle Figueroa corresponden al siglo XIX.

## Galería de imágenes

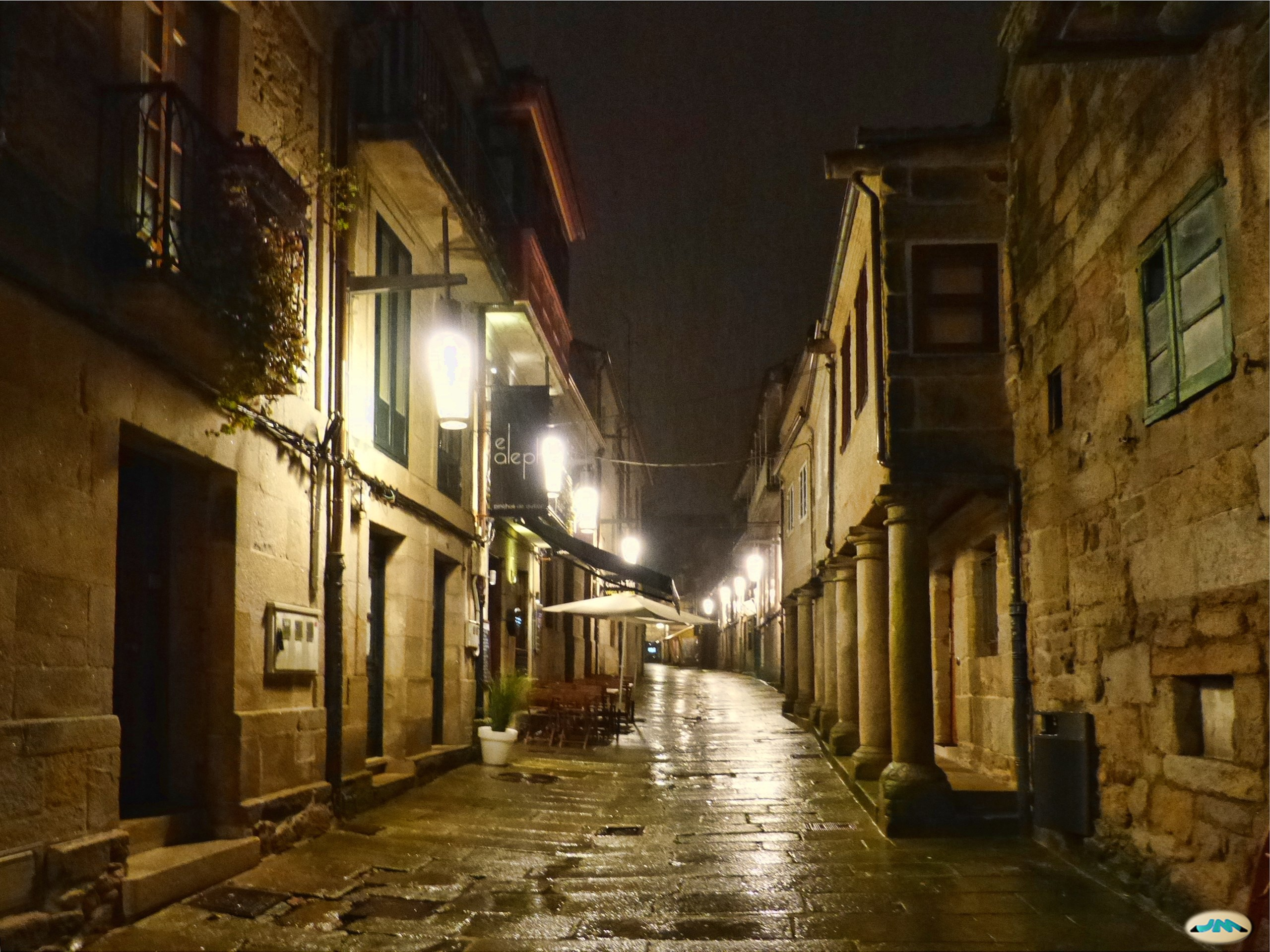
La calle Figueroa de noche.
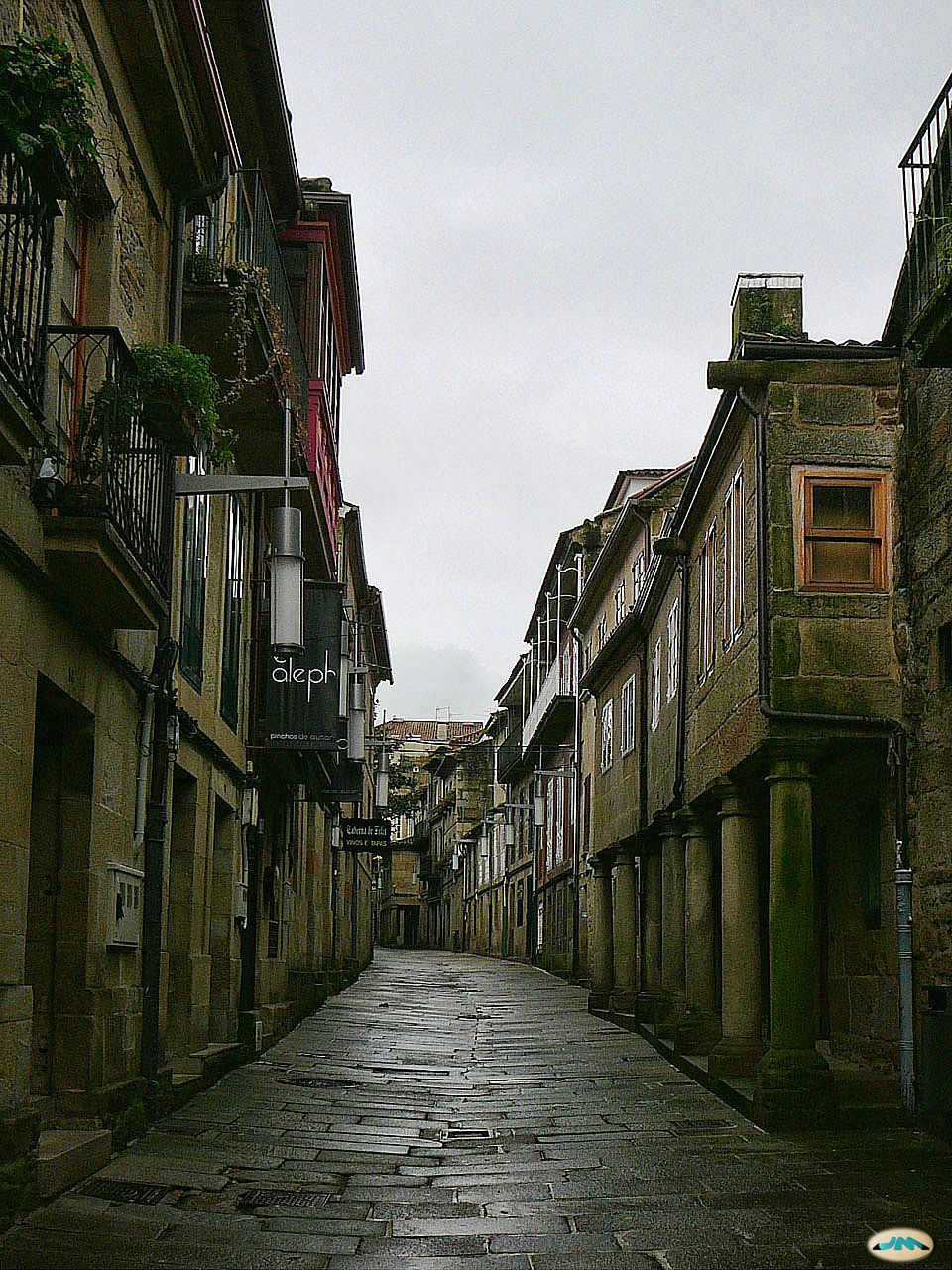
La calle Figueroa en 2011.
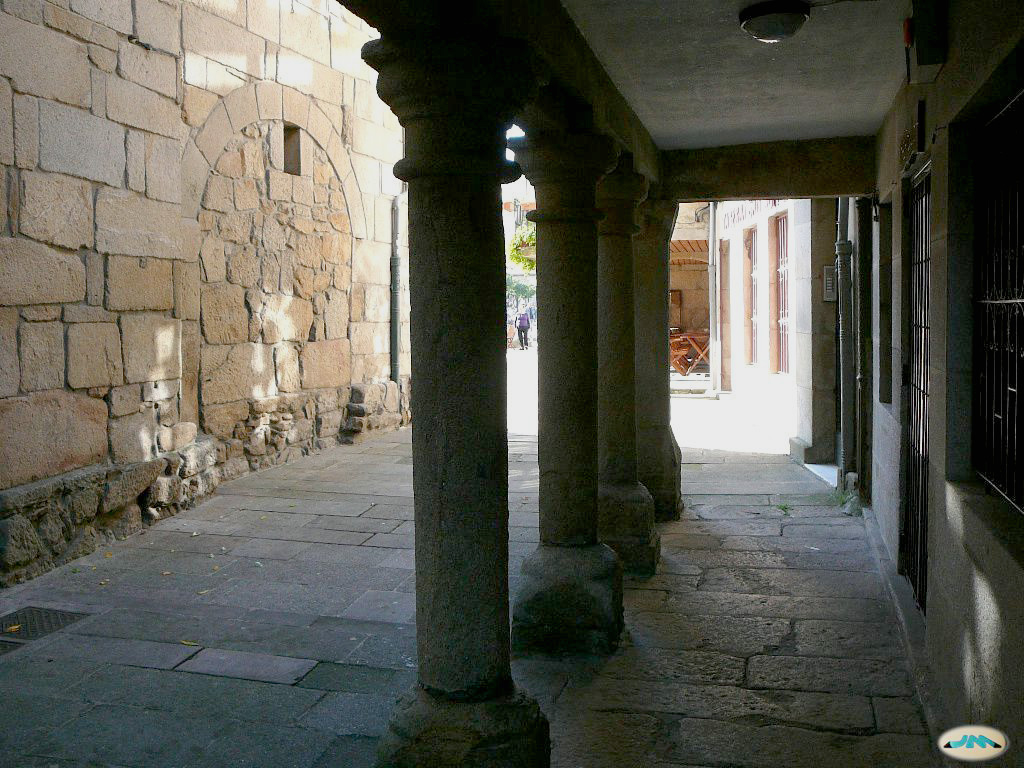
Soportales al inicio de la calle en su lado sur.
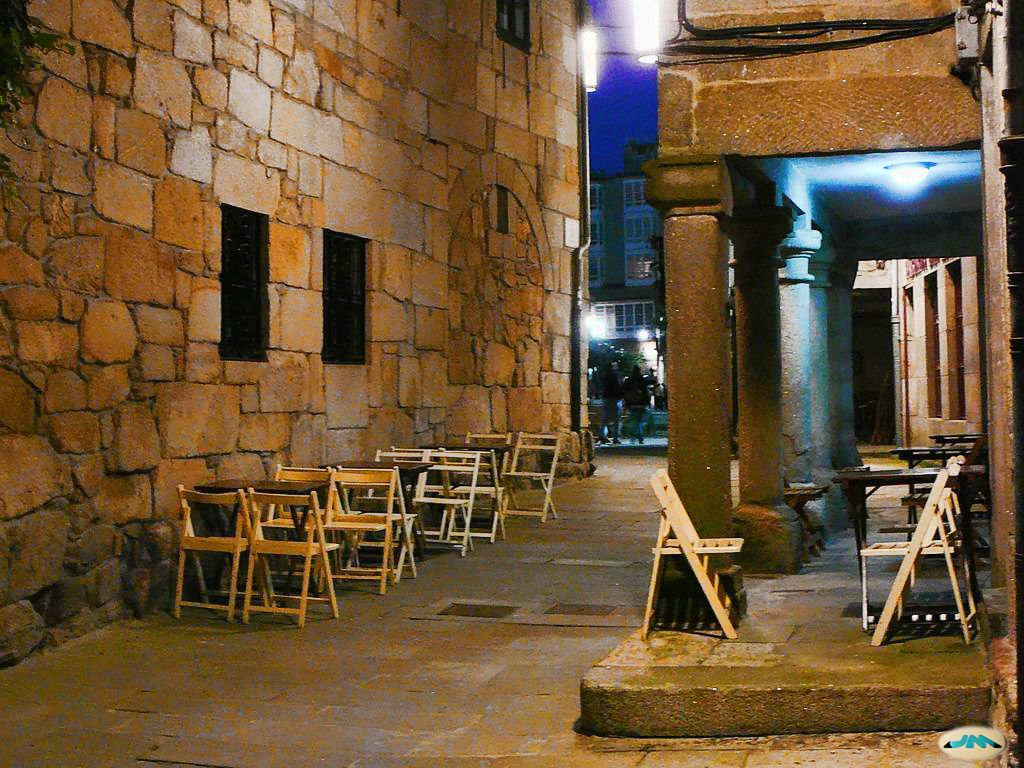
Sillas para tapeo en el lateral de la Casa de las Caras.
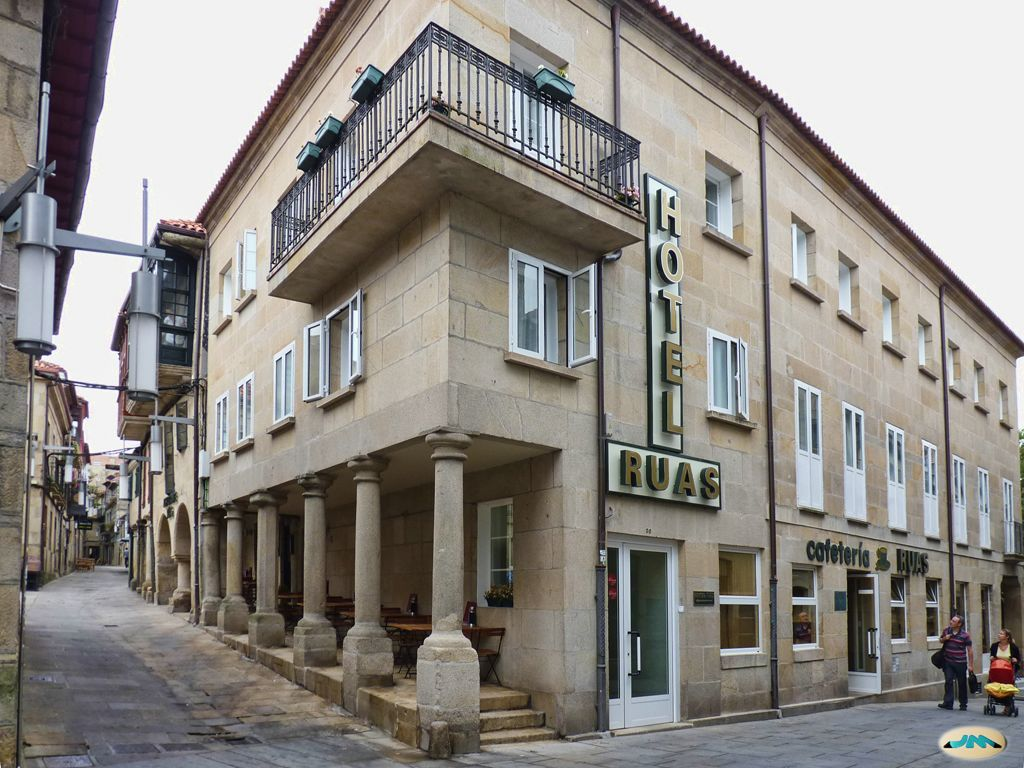
El hotel Rúas, en la esquina con la calle Sarmiento.
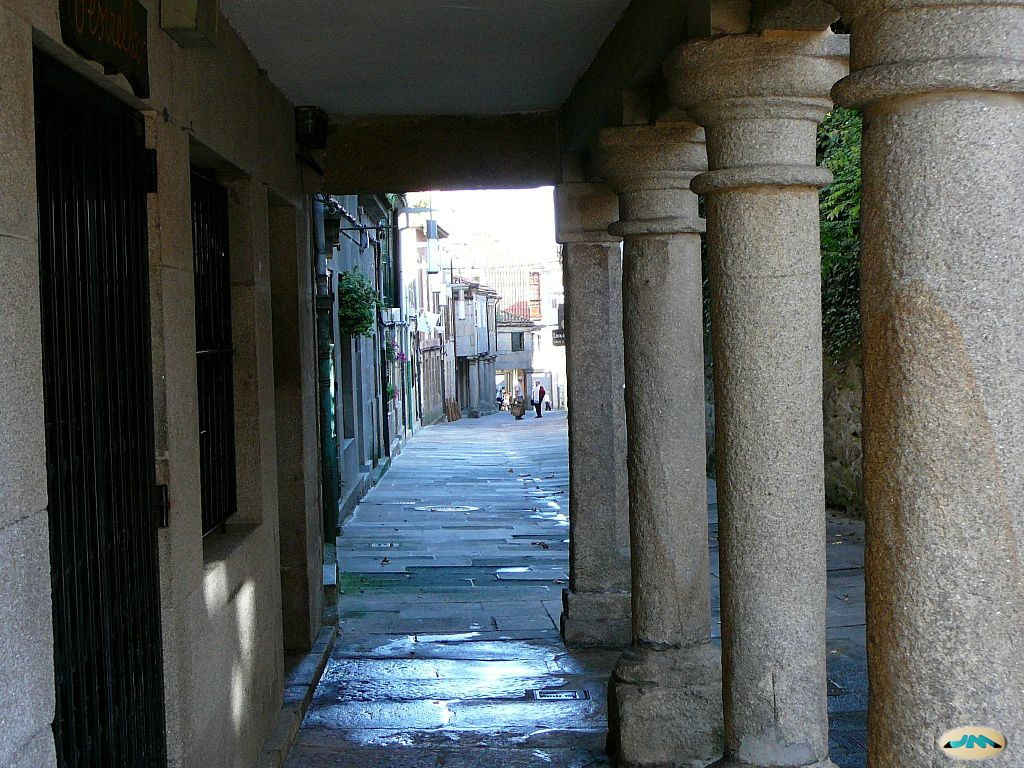
Soportales cerca del inicio de la calle en la plaza de la Estrella.
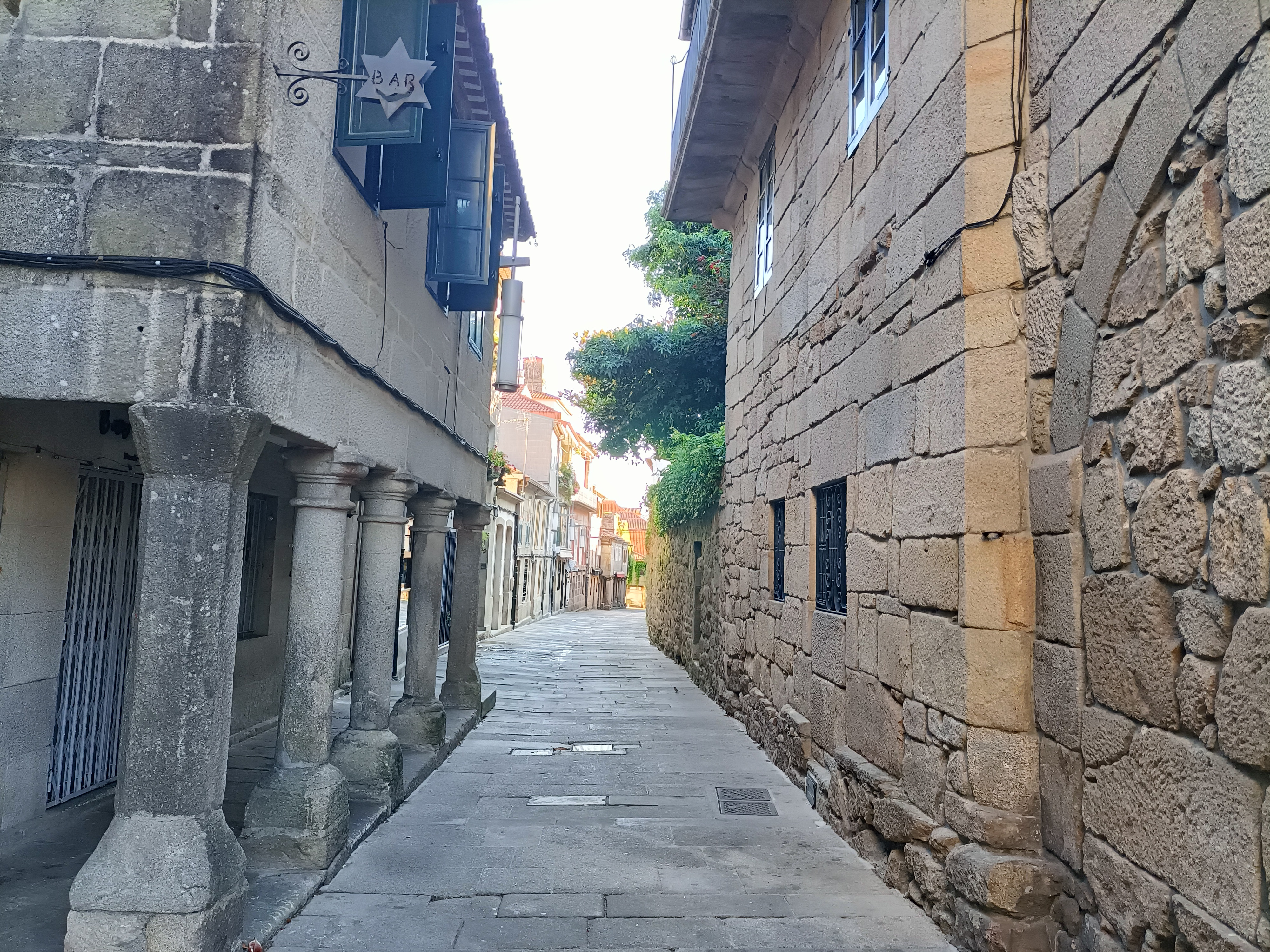
La calle en 2025